# Mtanila
Mtanila ist ein Verwaltungsbezirk (Ward) des Distrikts Chunya in der tansanischen Region Mbeya.

## Geografie
Mtanila liegt im Westen von Tansania etwa 60 Kilometer nordöstlich vom Rukwasee. Der Bezirk hat eine Fläche von 689,5 Quadratkilometern und bei der Volkszählung 2022 lebten hier 15.826 Menschen in 3412 Haushalten.

## Gliederung
Der Bezirk besteht aus drei Gemeinden (Mtaa) mit 19 Orten (Kitongoji):
| Mtanila - Mtanila C - Igama - Manolo - Nkena - Mapimbi - Ikokotela - Kawisunge | Igangwe - Igangwe - Lupuju - Sokoine - Shauri Moyo - Masimba | Kalangali - Itigi - Ilumwa - Konde - Ilolo - Majengo - Kasasya - Ndola |

## Wirtschaft und Infrastruktur
- Bildung: Die Mtanila Secondary School ist eine 2011 eröffnete staatliche Schule, die Jugendliche bis zur 4. Stufe ausbildet.[7]
- Gesundheit: Das Gesundheitszentrum in Mtanila bietet stationären und ambulanten Patienten neben Malaria- und HIV-Behandlungen auch kleine chirurgische Eingriffe an.[8] Weiters gibt es im Bezirk noch zwei staatliche Apotheken, eine in Igangwe und eine in Kalangali.[9][10]
- Straße: Mtanila liegt an der Nationalstraße T8, die Mbeya im Süden mit Singida im Norden verbindet.[11]